# Erlenbach am Main

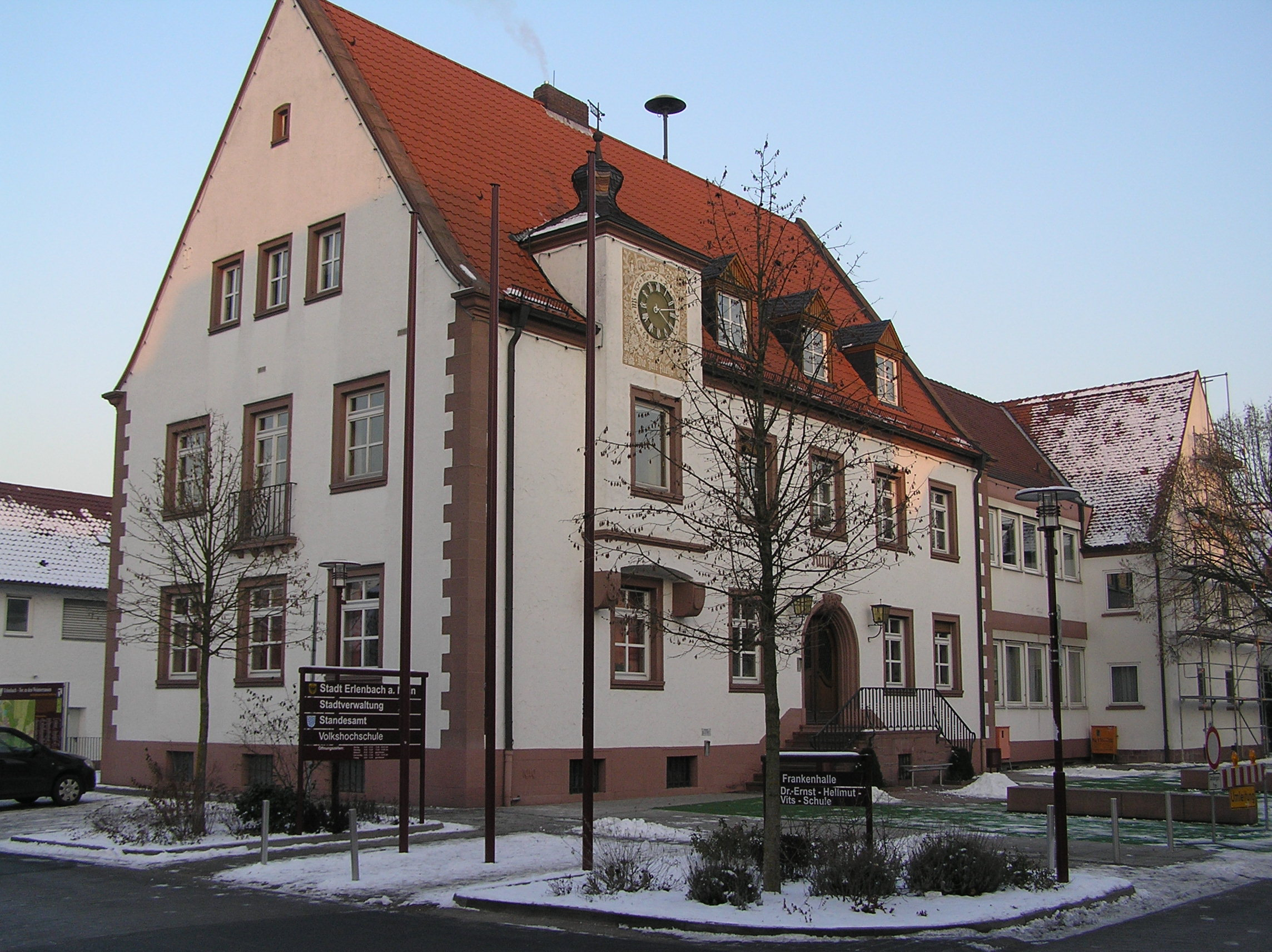
Erlenbach
(Primăria)

Erlenbach am Main este un oraș din Franconia Inferioară, landul Bavaria, Germania.